# Johann Peter Hasenclever

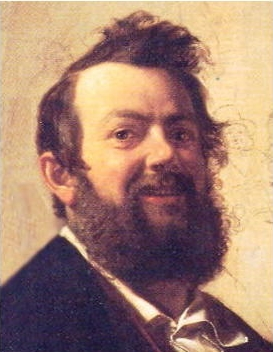
Selbstbildnis von 1851 (Ausschnitt)

Johann Peter Hasenclever (* 18. Mai 1810 in Remscheid; † 16. Dezember 1853 in Düsseldorf) zählt zu den bedeutendsten deutschen Malern des 19. Jahrhunderts. Hasenclever war als Mitglied der Düsseldorfer Malerschule Begründer einer sozialkritischen und ironischen Genremalerei in Deutschland und mit seinem Münchener Zeitgenossen Carl Spitzweg ein Wegbereiter von Wilhelm Busch.

## Leben

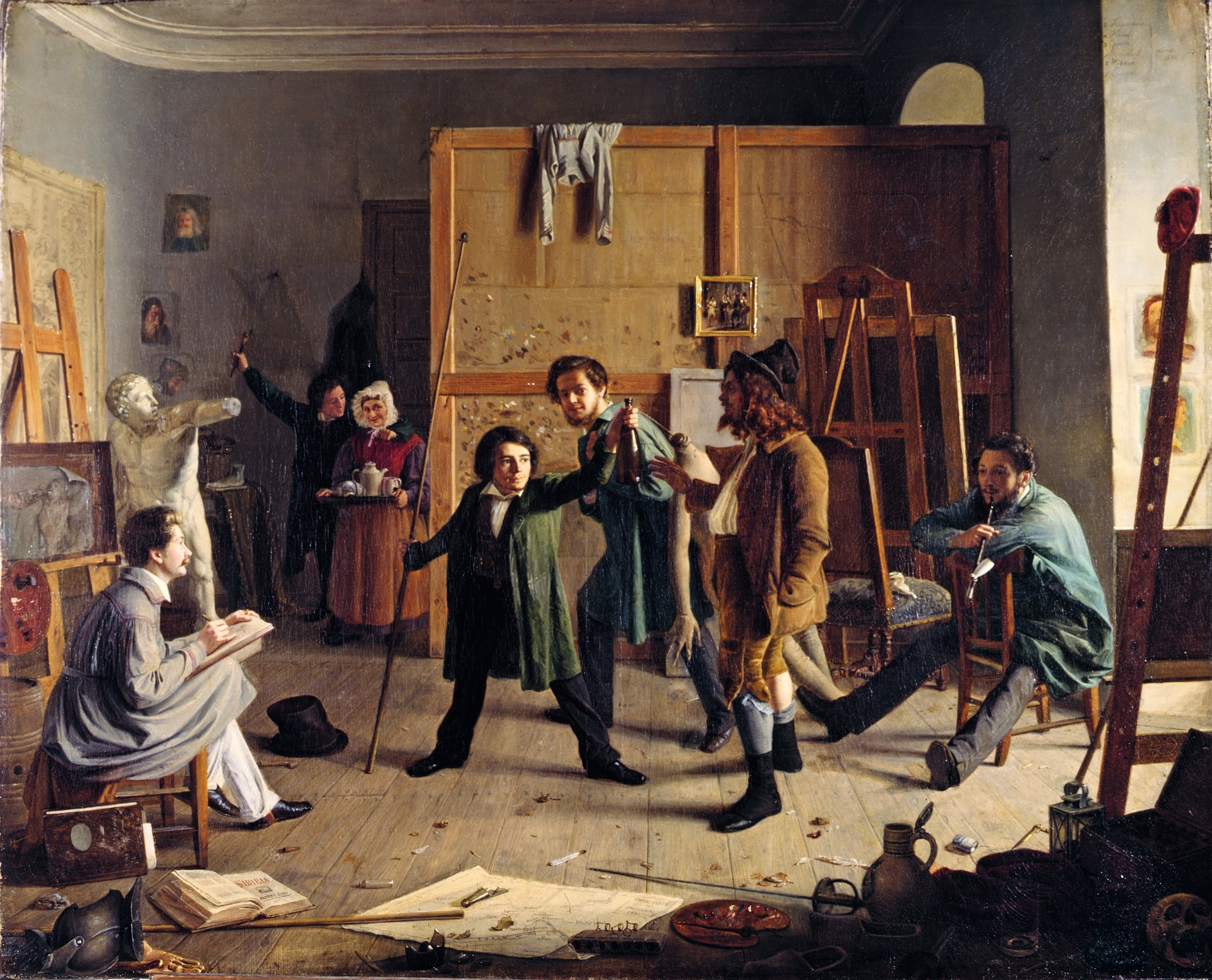
Atelierszene, 1836

Hasenclever stammte aus Remscheid im Bergischen Land, wo sein Vater Johann Peter Hasenclever (1784–1864), ein Bohr- und Kleinschmied, im regionalen Kleineisengewerbe berufstätig war. 1825 wechselte er die Schule und zog in das Haus seines Lehrers Johann Peter Fasbender in Ronsdorf, welcher das Zeichentalent des Fünfzehnjährigen erkannte und förderte. Hasenclever malte zwei Bildnisse des Ehepaars Fasbender. Im Alter von 17 Jahren wechselte er zur Düsseldorfer Kunstakademie unter ihrem Direktor Wilhelm von Schadow, verließ sie jedoch bereits nach zwei Jahren wieder, nachdem Schadow allzu deutlich Zweifel an der Begabung des Malschülers geäußert hatte. Erst 1836 unternahm Hasenclever einen zweiten Anlauf und besuchte die Malklasse von Theodor Hildebrandt, der sich von britischen Vorbildern wie David Wikie und der niederländischen Malerei des 17. Jahrhunderts dazu anregen ließ, Szenen aus dem Alltag einfacher Leute, „Genres“, zum Bildgegenstand zu erheben. Die Genremalerei war in Deutschland damals künstlerisches Neuland. Johann Wilhelm Preyer und Hasenclever hatten seit ihrer Studienzeit ein enges Freundschaftsbündnis.

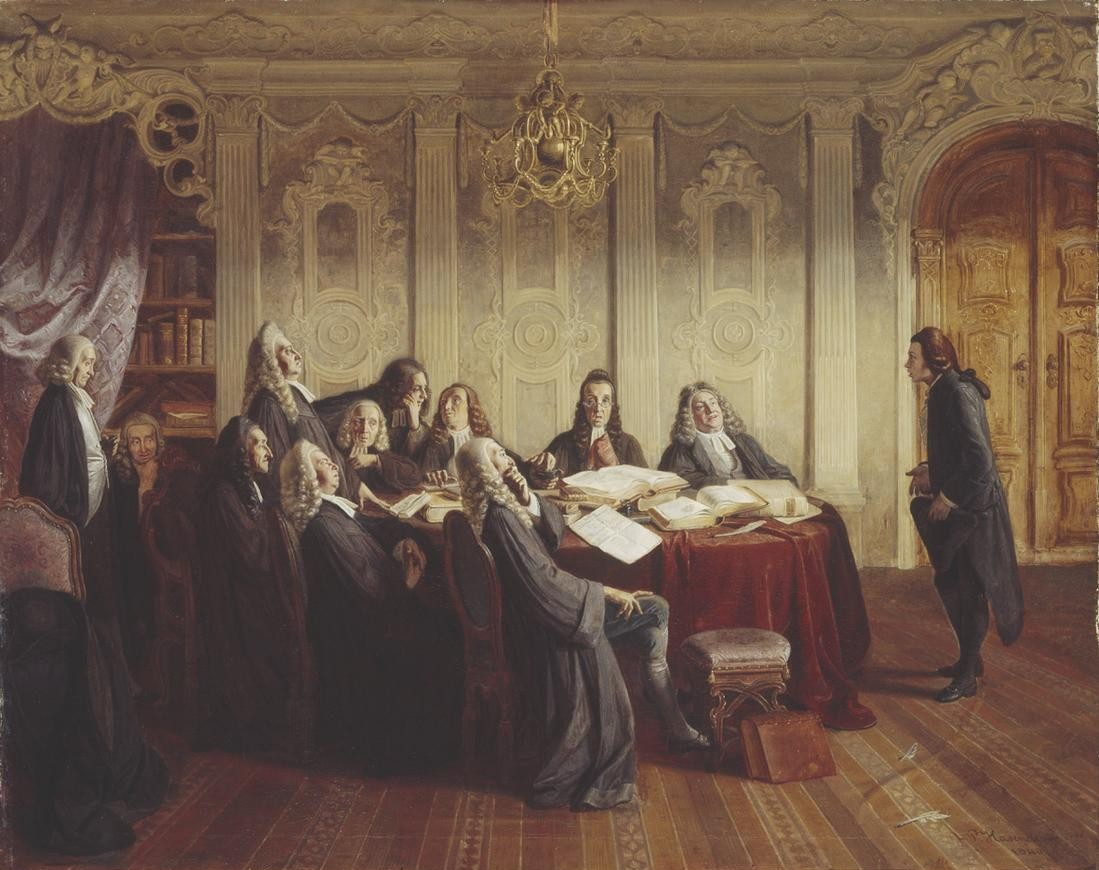
Hieronymus Jobs im Examen, 1840

Erste große Erfolge errang Hasenclever 1838 nach seiner Umsiedlung vom Rheinland, begleitet von Preyer, in die Kunststadt München, wo er Carl Arnold Kortums Jobsiade in eigene Bildschöpfungen umsetzte. In kurzer Zeit entstanden mehrere Gemälde zu Kortums satirischer Heldengeschichte Leben, Meynungen und Thaten von Hieronymus Jobs (einem Bummelstudenten, der als Nachtwächter endet). Der bayerische König Ludwig I. kaufte 1840 das Gemälde Hieronymus Jobs im Examen.
Als Hasenclever nach Düsseldorf zurückkehrte, war er ein bekannter Maler. 1843 wurde er zum ordentlichen Mitglied der Berliner Akademie der Künste ernannt. Seine Maltechnik war jetzt ausgereift und souverän, er beschränkte sich nicht mehr auf dokumentarische Abbildung von Alltagsszenen, sondern strebte danach, die großen und kleinen Schwächen des bürgerlichen Lebens der Biedermeierzeit offenzulegen.
Hasenclever nahm an der politischen Bewegung des Vormärz teil und war unter den ersten Malern, die sich in Deutschland einer sozial engagierten Kunst zuwandten. Er wurde Mitglied in der antiakademischen Künstlervereinigung Crignic, aus der später der Malkasten hervorging, und arbeitete seit 1847 an den Düsseldorfer Monatheften mit. Als schließlich 1848 die Revolution losbrach, stand Hasenclever als stellvertretender Zugführer einer konsequent demokratisch gesinnten Bürgergarde für deren Ziele ein. Diese Ziele waren dem kommissarischen Oberbürgermeister Düsseldorfs, Joseph von Fuchsius, nicht geheuer und er ließ die Bürgerwehr überwachen. Im selben Jahr wurde als Sammelbecken für alle demokratischen Künstler der Malkasten gegründet.
Hasenclever starb im Alter von 43 Jahren an Typhus.

## Rezeption
Gottfried Keller nannte Hasenclever anerkennend den „Hofmaler des Weins, der Urbanität und des Humors“. Für andere Zeitgenossen war er ein „gemütvoller Schilderer geselliger Interieurszenen“ und „weinseliger Humorist“, letzteres mit abschätzigem Unterton. Bis zur Mitte des 20. Jahrhunderts war Hasenclever für die Kunstgeschichte ohne Bedeutung.

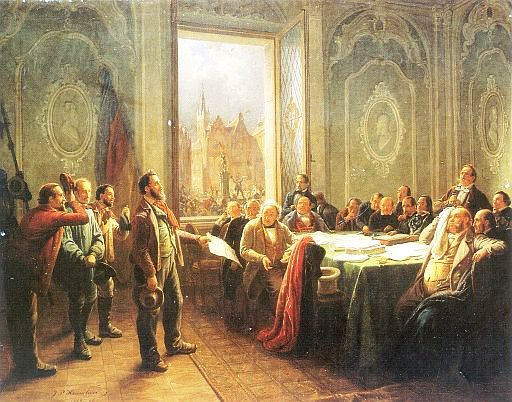
Arbeiter und Stadtrath 1848, 1848/49

Auf der anderen Seite hatte Karl Marx für Hasenclever in der New-York Daily Tribune vom 12. August 1853 die Werbetrommel gerührt, als er die „dramatische Vitalität“ von Hasenclevers Gemälde Arbeiter und Stadtrath lobte, wohl das wichtigste Werk Hasenclevers überhaupt. Denn hier wurden Arbeiter als handelnde Subjekte eines historischen Ereignisbildes aufgefasst. So verwundert es nicht, dass in den 1960er und 1970er Jahren – vor allem in der DDR – eine Hasenclever-Renaissance einsetzte, nachdem der Kunsthistoriker Wolfgang Hütt 1964 mit einer Untersuchung zur Düsseldorfer Malerschule aus marxistischer Sicht auf Hasenclevers Revolutionsbild aufmerksam gemacht hatte.

## Familie

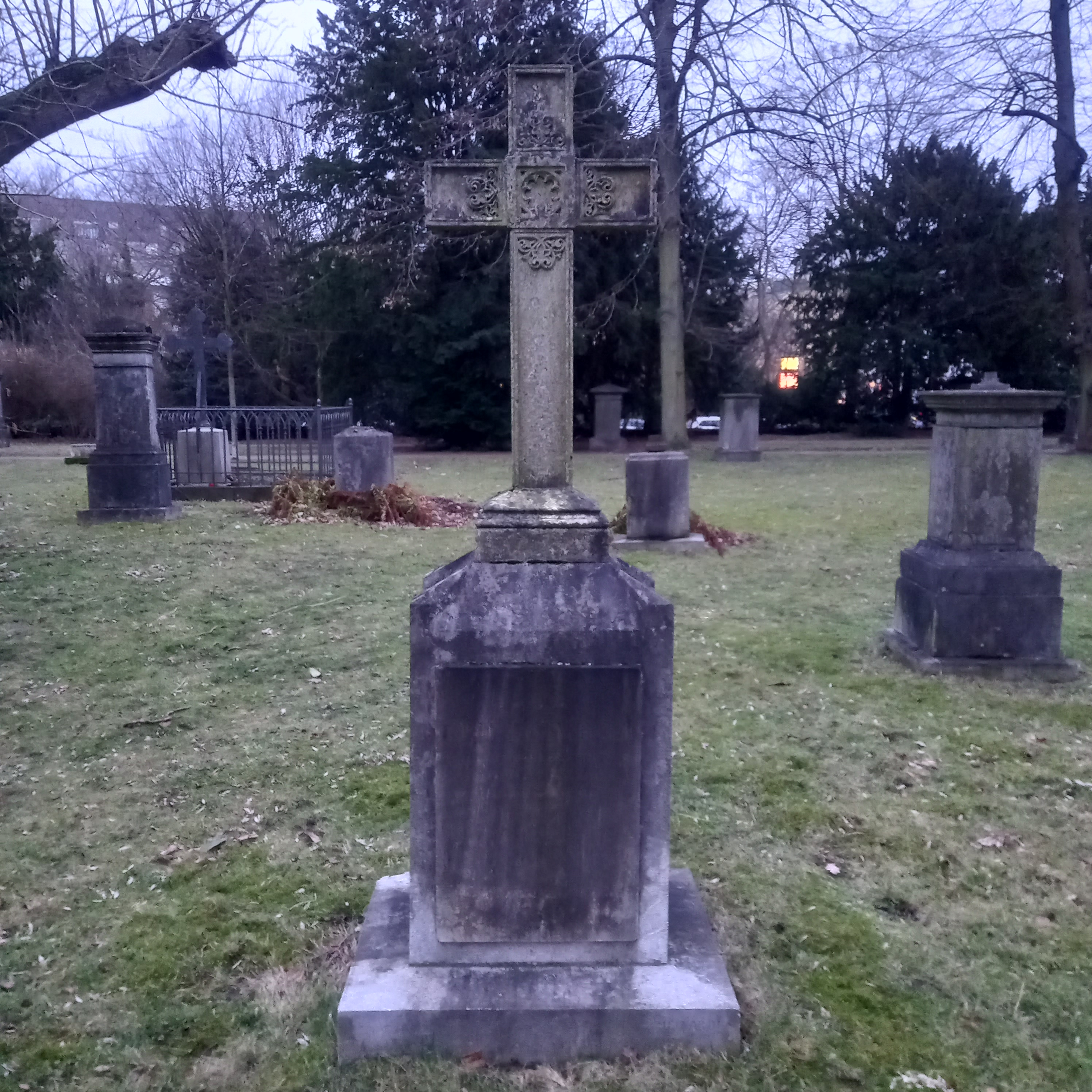
Das Grab von Johann Peter Hasenclever auf dem Golzheimer Friedhof in Düsseldorf

Verheiratet war Hasenclever seit September 1843 mit Caroline Anna Babette (1821–1895), einer illegitimen Tochter des Majors Alois Trentini (1790–1864) und der Schmiedstochter Babette Winter aus München. Sie hatten eine Tochter, Carolina Laura Louisa, geboren 1844 in Derendorf (sie wurde Lehrerin), und danach zwei Söhne. Der erste Sohn Peter (1847–1920) wurde Professor der Zeichenkunst an einem Münchner Gymnasium. Der zweite Sohn Ernst, später Kunstmaler, wurde im August 1852 geboren. Um 1855 ging die Witwe mit ihren Kindern, zuletzt wohnhaft Wehrhanen 45 (heute Am Wehrhahn) in Düsseldorf, nach München.
Die Schwester Luise Hasenclever (1811–1892) heiratete 1836 Abraham David Wirth (* 1807). Deren Sohn David Wirth (1849–1879) studierte von 1862 bis 1868 an der Kunstakademie Düsseldorf bei Karl Ferdinand Sohn und Julius Roeting und wurde Maler. Um 1870 lebte die Witwe Wirth mit ihrem Sohn auf der Hohe Straße 6, wo sich auch das Leinen- und Wäschegeschäft der Geschwister Wirth befand. Die Grabstätte von Mutter und Sohn befindet sich auf dem Golzheimer Friedhof.
Sein Freund, der Maler Tamme Weyert Theodor Janssen, heiratete 1843 die Schwester Laura Hasenclever (1822–1889). Deren Sohn, somit Hasenclevers Neffe, war der Maler Peter Janssen der Ältere.
Nach diesem Familiennamen ist in Solingen-Burg die Hasencleverstraße benannt.

## Werke (Auswahl)

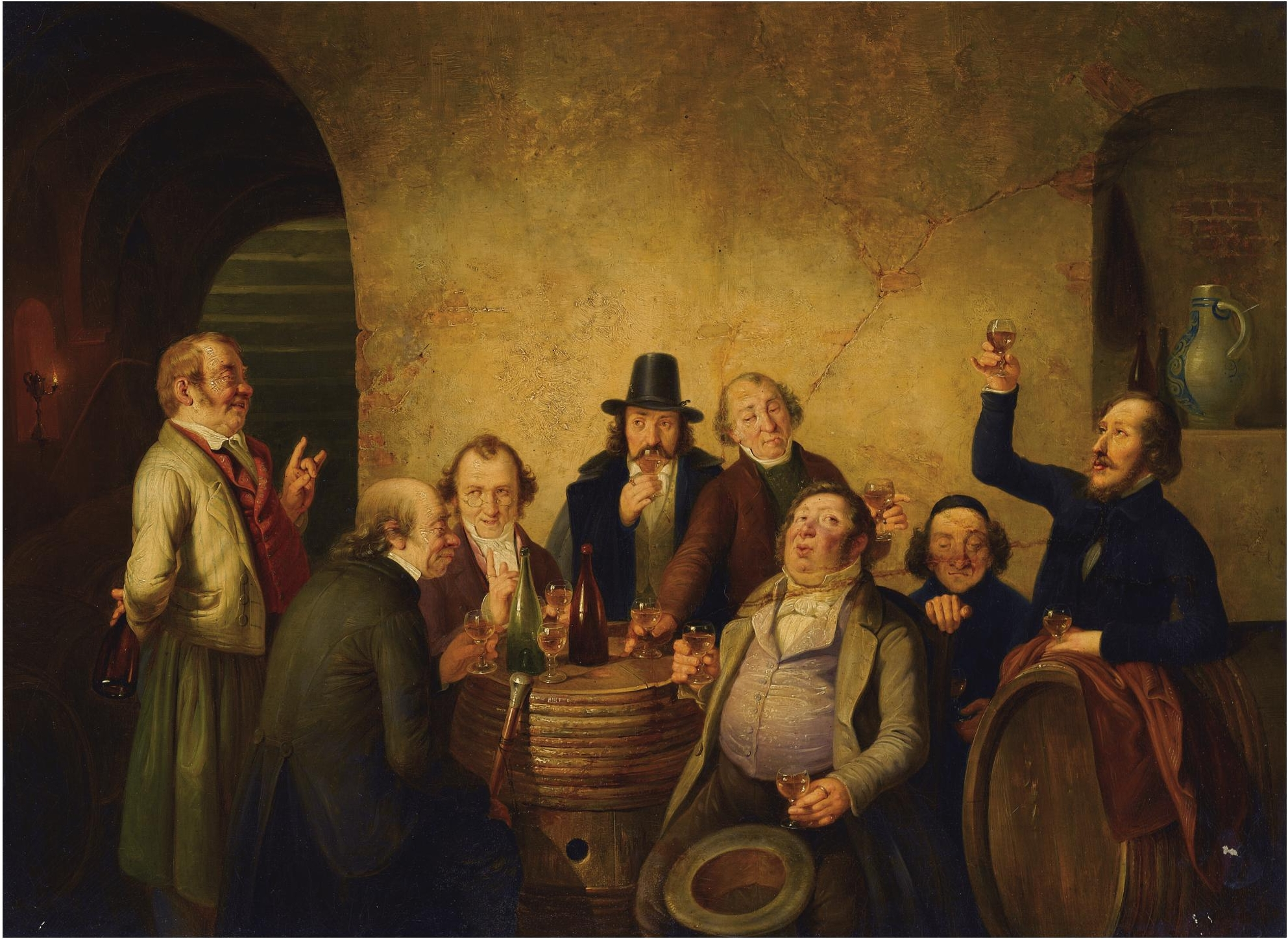
Die Weinprobe, 1843

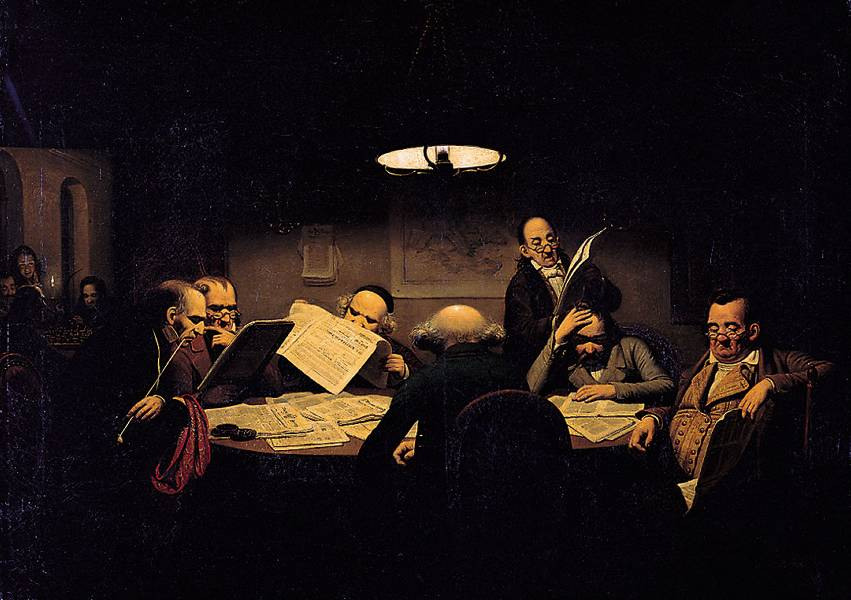
Das Lesekabinett, 1843

- Porträt Gertrude Scharf, geb. Halbach, um 1830/35 – Museum Haus Cleff, Remscheid
- Die Tanzstunde, 1835 – Von der Heydt-Museum, Wuppertal
- Atelierszene, 1836 – Museum Kunstpalast, Düsseldorf
- Selbstbildnis mit hohem Hut, 1837 – Museum Kunstpalast, Düsseldorf
- Kinderreigen, 1836 – Von der Heydt-Museum, Wuppertal
- Münchener Gartenfest, 1840 – Städtische Galerie im Lenbachhaus, München
- Hieronymus Jobs im Examen, 1840 – Bayerische Staatsgemäldesammlung Neue Pinakothek
- Der Kegeljunge, 1840 – Verbleib unbekannt[10]
- Emilie Preyer, Porträt der Frau von Johann Wilhelm Preyer, geborene Lachewitz, Öl auf Holz, 1842 – Stadtmuseum Düsseldorf
- Die Weinprobe, 1843 – Alte Nationalgalerie, Berlin
- Das Lesekabinett, 1843 – Alte Nationalgalerie, Berlin (kleinere Version: Galerie der Stadt Remscheid)
- Balsamina Hasenclever, Bildnis der Mutter, geborene Berger, 1844 – Museum Kunstpalast, Düsseldorf (Inv. Nr. DEP 1995/116)
- Die Polizeistunde, 1845 – Museum Georg Schäfer, Schweinfurt
- Jobs als Schulmeister, 1845 – Museum Kunstpalast, Düsseldorf
- Hieronymus Jobs als Schulmeister, 1846 – Museum der bildenden Künste, Leipzig
- Die Sentimentale, 1846/47 – Museum Kunstpalast, Düsseldorf
- Die Pfarrerskinder, 1847 – (Kriegsverlust)
- Arbeiter und Stadtrat 1848, 1848/49 – Bergisches Museum Schloss Burg an der Wupper, Solingen
- Arbeiter und Stadtrat 1848, 1849 (2. Fassung) – Museum Kunstpalast, Düsseldorf
- Caroline Hasenclever, Bildnis seiner Frau, 1848 – Museum Kunstpalast (Inv. Nr. DEP 1995/115)
- Der achtzigste Geburtstag, 1849 – Privatbesitz, Remscheid
- Hieronymus Jobs im Examen, 1851 (2. Fassung) – Museum der bildenden Künste, Leipzig
- Hieronymus Jobs als Nachtwächter, 1852 – Museum der bildenden Künste, Leipzig
- Der erste Schultag, 1852 – Privatbesitz, Düsseldorf

### Illustrationen (Auswahl)
- In: Aquarelle Düsseldorfer Künstler: den kunstsinnigen Damen gewidmet. Arnz, Düsseldorf 1861. Digitalisierte Ausgabe der Universitäts- und Landesbibliothek Düsseldorf
- Bilder zur Jobsiade. Buddeus (u. a.), Düsseldorf 1844. Digitalisierte Ausgabe der Universitäts- und Landesbibliothek Düsseldorf